# Leucettaga loculifera
Leucettaga loculifera är en svampdjursart som först beskrevs av Ernst Haeckel 1872.  Leucettaga loculifera ingår i släktet Leucettaga och familjen Grantiidae. Inga underarter finns listade i Catalogue of Life.